# Hang El Soplao

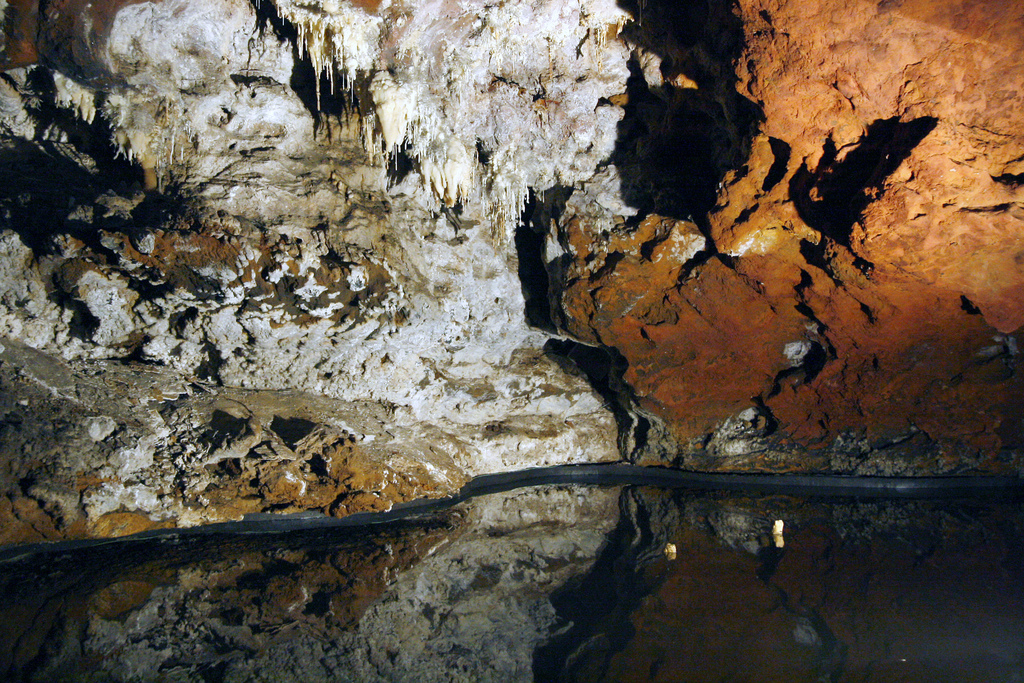
Hang El Soplao

Hang El Soplao là một hang động ở các khu tự quản Rionansa, Valdáliga và Herrerías ở Cantabria của Tây Ban Nha. Hang có tổng chiều dài 17 dặm Anh dù chỉ có 6 dặm Anh được mở cho công chúng tham quan. Sự hình thành của hang có từ Đại Trung Sinh, đặc biệt thời kỳ Kỷ Phấn trắng cách đây 240 triệu năm. Lối vào các hang động tại Soplao Sierra Arnero tại độ cao 540 mét.
Hang động này đã tình cờ được phát hiện trong quá khoan khai thác khoáng sản (các tour du lịch chỉ được đến hai trong số tám động). 
Vào ngày 1 tháng 7 năm 2005 Chính quyền Cantabria đã mở cho công chúng và truyền hình quốc tế, sau khi đã chỉnh trang bên trong và xung quanh cho du lịch. Hang El Soplao này là một phần của 6.500 hang động ngầm của Cantabria, không nghi ngờ gì, là một thiên đường cho thám hiểm hang động.